# Єфросинія Яненко-Хмельницька
Єфросинія Яненко-Хмельницька (д/н —1684) — дружина гетьмана Правобережної України Петра Дорошенка.

## Життєпис
Походила з українського шляхетського роду Хмельницьких. Була дочкою полковника Павла Яненка-Хмельницького, небожа гетьмана Богдан Хмельницького. При хрещенні отримала ім'я Любов.
У 1665 році під тиском батька вийшла заміж за гетьмана Правобережної України Петра Дорошенка. Зовсім не мала бажання ставати господаркою Чигирина, кохаючи до нестями іншого чоловіка, але родини Дорошенків та Яненків примусили Петра та Єфросинію до цього шлюбу за розрахунком. Це було вигідно нащадкам Хмельницького, бо вони таким чином ставали частиною «першої родини» Війська Запорізького. А для клану Дорошенків входження в сім'ю Богдана було справою честі та престижу.
У гетьманській столиці Єфросинія (або як її звали — Пріся) вела доволі вільний спосіб життя. Проте відомості, що вона зловживала пияцтвом і позашлюбними пригодами, не є достеменно підтвердженими. Ці повідомлення здебільшого виходили від свекрухи Єфросинії та матері Дорошенка — Митродори Тарасенка, яка постійно сперечалася з невісткою. Втім виникла легенда, що Дорошенко залишив Лівобережжя, почувши про зраду дружини, а цим скористався наказний гетьман Дем'ян Многогрішний, який перейшов на бік Московського царства. У результаті жінка загубила Україну. Втім, це не узгоджується з дійсністю: невідомо напевне, чи зраджувала чоловіка Єфросинія, але Дорошенко повернувся на Правобережжя внаслідок наступу Петра Суховія із запорожцями та кримськими татарами.
Деякий час із виховною метою посиділа у монастирі, згодом чоловік повернув її додому. А вже після його зречення гетьманської булави та вимушеного переїзду до Московії 1677 року вони остаточно возз'єдналися, хоча й на чужині. Цікаво, що за свідченням очевидців екс-гетьманшу везли до Москви на 50 підводах — ось скільки скарбу нагосподарювали Дорошенко з дружиною під час свого правління у Війську Запорізькому. Спочатку в Москві, а потім у місті В'ятка, воєводою якого Петра було призначено у 1679 році, та у підмосковному Ярополчому (нині — Ярополець Волоколамського району Московської області, Російська Федерація), яке йому подарувала московська царівна Софія, вони й жили, до смерті Єфросинії приблизно в 1684 році. Є відомості, що була в них донька, проте вони непевні.